# Tara Elders
Tara Johanna Elders (Amsterdam, 17 januari 1980) is een Nederlandse actrice die vooral bekend werd door haar rollen in het werk van Theo van Gogh.

## Biografie
Tara Elders, dochter van de filosoof Fons Elders, is getrouwd met Michiel Huisman. Op 9 juni 2007 kregen zij een dochter. Tara en Michiel zijn samen te zien in de korte film Funny Dewdrop uit 2007, geregisseerd door Dick Tuinder.
Na enkele kleine rolletjes in de EO-telefilm Vroeger bestaat niet meer en bij het toneelgezelschap Kas & de Wolf deed Elders in 2001 mee aan het BNN-project Ben ik in beeld?, een soort alternatieve talentenjacht. Een jaar later viel ze op door een bijrol in de serie TV7, als dom blondje dat wordt ingezet als serieus journaliste van een commerciële omroep.
Theo van Gogh castte Elders voor de hoofdrol van het Haagse meisje dat een relatie krijgt met een Marokkaanse jongen in de televisieserie Najib en Julia (2002). Later speelde ze ook in Van Goghs film 06-05 (2004) en serie Medea (2005). Ook figureerde Elders in de videoclip Dat ben jij van Marco Borsato's succes-album Zien.
Overige speelfilms waren onder meer Pipo en de p-p-parelridder, Phileine zegt sorry (2003), de multicultikomedie Shouf Shouf Habibi! (2004) en Feestje (2004). In 2006 keert ze even terug naar het theater in de voorstelling Het Goede Lichaam geregisseerd door Peter Heerschop en de opvolger van De Vagina Monologen. Beide geschreven door Eve Ensler. In 2007 speelde ze Sextet: De nationale bedverhalen en haar Hollywooddebuut Interview. De laatste is een remake van de gelijknamige Theo van Gogh-film, ditmaal geregisseerd door Steve Buscemi. Daarnaast speelt ze in de korte film De Muze van Ben van Lieshout. In 2008 was ze te zien in Het wapen van Geldrop, het regiedebuut van Thijs Römer, samen met Katja Schuurman, en in Vox Populi van Eddy Terstall.

## Filmografie
- Gemeinsame Normdatei: 140592644
- International Standard Name Identifier: 0000 0000 7890 9880
- Library of Congress Control Number: nr2005018044
- Nederlandse Thesaurus van Auteursnamen: 264578716
- Virtual International Authority File: 71347831
- WorldCat: E39PBJyRtrmkMxPRDhKRgjWRrq